# Рубен, Глория
Глория Рубен (англ. Gloria Reuben, род. 9 июня 1964, Торонто, Онтарио, Канада) — канадская актриса и певица, номинант на премии «Эмми» и «Золотой глобус». Она наиболее известна по ролям на телевидении в сериалах «Скорая помощь» и «Адвокатская практика».

## Жизнь и карьера
Глория Рубен наиболее известна по роли Джини Булле в «Скорая помощь», в котором она снималась с 1995—1999 и в качестве гостя в 2008 году. За свою роль она дважды была номинирована на премии «Эмми» и «Золотой глобус», а также выиграла четыре награды Гильдии киноактёров США. В 1996 году, на волне успеха сериала, она была включена в список самых красивых людей в мире по версии журнала People.
В 2000 году Рубен выступала в гастрольном туре Тины Тёрнер «Twenty Four Seven Tour». В 2000-х она снялась в качестве приглашенной звезды в эпизодах сериалов «Закон и порядок: Специальный корпус» и «До смерти красива». Также Рубен снялась в серии телефильмов «Джесси Стоун», а в 2012 году сыграла роль Элизабет Кискли, бывшую рабыню, ставшую успешной швеей, в фильме Стивена Спилберга «Авраам Линкольн». В 2013 году она снялась в третьем сезоне сериала «Рухнувшие небеса», а затем появилась в фильмах «Экзамен для двоих» (2013), «Разумное сомнение» (2014), «Дальняя дорога» (2015) и «Анестезия» (2015).

## Фильмография
- 1990—1991 — Флэш / The Flash
- 1991 — Дикая орхидея 2: Два оттенка грусти / Wild Orchid II: Two Shades of Blue
- 1994 — Патруль времени / Timecop
- 1995 — В последний момент / Nick of Time
- 2000 — Шафт / Shaft
- 2001—2002 — Агентство / The Agency
- 2003—2004 — Пропавший / 1-800-Missing
- 2006 — Охранник / The Sentinel
- 1995—1999, 2008 — Скорая помощь / ER
- 2008—2009 — Адвокатская практика / Raising the Bar
- 2011—2015 — Рухнувшие небеса / Falling Skies
- 2012 — Линкольн / Lincoln
- 2014 — Разумные сомнения / Reasonable doubt
- 2015 — Мистер Робот / Mr. Robot
- 2017 — Разрывы / The Breaks
- 2018—2019 — Плащ и Кинжал / Cloak & Dagger